# Les Bonbons (album)
Albums de Jacques Brel
Jacky
(1965) Ces gens-là
(1966)
Les Bonbons, paru en 1966, est considéré comme le septième album studio de Jacques Brel. En 1966, Brel a enregistré de nombreuses nouvelles chansons, publiées au coup par coup et dans le plus complet désordre sur des formats divers[Lesquelles ?], mais le chanteur n'a pas fait paraître de nouveau 33 tours 30 cm depuis quatre ans, le dernier remontant tout bonnement à son premier album publié chez Barclay Les Bourgeois. 
Le présent 30 cm ne propose aucun contenu inédit au moment de sa publication car il compile (intégralement pour l'un et partiellement pour l'autre) le contenu de deux 33 tours 25 cm parus en 1963 Les Bigotes et Mathilde. Sans titre à l'origine, il est désormais identifié par celui de la chanson qui ouvre le disque.

## Autour de l'album
Discographie et références originales :
1963 :
- 33 tours 25cm Barclay 80 186[1] Les Bigotes
- super 45 tours Barclay 70 491 M : Les bigottes, Quand maman reviendra, Les filles et les chiens, La parlote[2]
- Super 45 tours Barclay 70 556 M : Les toros, Les fenêtres, La Fanette, Les Vieux[3]

- 33 tours 25cm Barclay 80 222 S[4] Mathilde

Ce disque est réédité l'année suivante avec une illustration différente ; les deux pochettes sont réalisées par le photographe Jean-Pierre Leloir.
1964 :
- super 45 tours Barclay 70635 : Mathilde, Tango funèbre, Titine, Les bergers[6]
- super 45 tours Barclay 70636M : Jef, Les Bonbons, Au suivant, Le dernier repas[7]

1966
- 33 tours 30cm 80 322 S[8]

La chanson Titine est une variation écrite par Jacques Brel d'après la chanson de 1917 Je cherche après Titine de Bertal-Maubon et Henri Lemonnier.

## Liste des titres
Textes et musiques de Jacques Brel, sauf indication contraire et/ou complémentaire.
| 1. | Les Bonbons      |                                             | 3:29 |
| 2. | Les Vieux        | Jacques Brel, Gérard Jouannest & Jean Corti | 4:04 |
| 3. | La Parlote       | Jacques Brel & Gérard Jouannest             | 3:25 |
| 4. | Le Dernier Repas |                                             | 3:25 |
| 5. | Titine           | Jacques Brel, Gérard Jouannest & Jean Corti | 2:24 |
| 6. | Au suivant       |                                             | 3:05 |

| 7.  | Les Toros                | Jacques Brel, Gérard Jouannest & Jean Corti | 2:18 |
| 8.  | La Fanette               |                                             | 4:06 |
| 9.  | J'aimais                 | François Rauber & Gérard Jouannest          | 4:01 |
| 10. | Les Filles et les Chiens | Jacques Brel & Gérard Jouannest             | 2:55 |
| 11. | Les Bigotes              | Jacques Brel & François Rauber              | 2:40 |
| 12. | Les Fenêtres             | Jacques Brel & Gérard Jouannest             | 2:45 |

La réédition CD de 2003 ajoute les bonus suivants :
| No  | Titre                                   | Compositeurs                   | Durée |
| --- | --------------------------------------- | ------------------------------ | ----- |
| 13. | Quand maman reviendra (extrait EP 1963) | Jacques Brel & François Rauber | 3:45  |
| 14. | Les Amants de cœur (The lover, 1964)    |                                | 4:44  |

## Musiciens
- Jean Corti : accordéon (non crédité)

## Production
- Arrangements et direction d'orchestre : François Rauber
- Prise de son : Gerhard Lehner (non crédité)
- Crédits visuels : Hubert Grooteclaes, Pierre Fournier